# یابلونوفکا
یابلونوفکا (انگلیسی: Yablunovka) یک شهرک در شهرستان استرلیتاماکسکی استان باشقیرستان کشور روسیه است.